# 闸坡束腰蟹
闸坡束腰蟹（学名：Somanniathelphusa zhapoensis）为束腹蟹科束腰蟹属的动物。在中国大陆，分布于广西等地，主要生活于坑塘水溪泥洞中。